# Leyland-számok
A számelmélet területén a Leyland-számok a következő alakban felírható pozitív egész számok:
{\displaystyle x^{y}+y^{x}},
ahol x és y 1-nél nagyobb egész számok. Nevüket az őket tanulmányozó Paul Leyland matematikusról kapták. Az első néhány Leyland-szám:
8, 17, 32, 54, 57, 100, 145, 177, 320, 368, 512, 593, 945, 1124, 1649, 2169, 2530, 4240, 5392, 6250, 7073, 8361, 16580, 18785, 20412, 23401, 32993, 60049, 65792, 69632, 93312, 94932, 131361, 178478, 262468, 268705, 397585, 423393, 524649, 533169, ... (A076980 sorozat az OEIS-ben).
Lényeges követelmény, hogy x és y is 1-nél nagyobb legyen, különben minden pozitív egész Leyland-szám lenne, lévén felírhatók x1 + 1x alakban. Ezen túl, az összeadás kommutativitása miatt általában elő szokták írni az x ≥ y feltételt is, hogy ne jelenjenek meg a sorozatban kétszer a Leyland-számok (összességében tehát 1 < y ≤ x).
Egy Leyland-prím olyan Leyland-szám, ami egyben prím, az első néhány ilyen prímszám:
17, 593, 32993, 2097593, 8589935681, 59604644783353249, 523347633027360537213687137, 43143988327398957279342419750374600193, ... (A094133 sorozat az OEIS-ben)
Fentiek a következő alakban írhatók fel:
32+23, 92+29, 152+215, 212+221, 332+233, 245+524, 563+356, 3215+1532.
Érdemes lehet azt is megvizsgálni, hogy fix y esetén milyen x értékek adnak Leyland-prímeket, például az x2 + 2x a következőkre prím: x = 3, 9, 15, 21, 33, 2007, 2127, 3759, ... ( A064539).
2012 novemberében a legnagyobb igazoltan prím Leyland-szám az 51226753 + 67535122 volt, 25050 számjeggyel. 2011 januárjától áprilisáig ez volt a legnagyobb prím, aminek a prím voltát ECPP-vel (elliptikus görbés prímtesztelés) sikerült igazolni. 2012 decemberében ezt javították a 311063 + 633110 (5596 számjegy) és a 86562929 + 29298656 (30008 számjegy) igazolásával, melyek közül az utóbbi volt az új rekorder. Az előzőeknél sokkal nagyobb valószínű prímek is ismertek, például a 3147389 + 9314738, de a nagy Leyland-számok primalitásának a bizonyítása nehézkes. Ahogy Paul Leyland írja a weboldalán: „Még újabb az észrevétel, miszerint az ilyen alakban felírható számok ideális tesztalanyai az általános célú prímtesztelő programoknak. Egyszerű algrebrai leírásuk ellenére nem rendelkeznek olyan nyilvánvaló körosztási tulajdonságokkal, amit specializált algoritmusok ki tudnának használni.”
Létezik egy XYYXF nevű projekt az összetett Leyland-számok prímfaktorizációjára.

## Másodfajú Leyland-számok
A másodfajú Leyland-számok a következő alakban írhatók fel:
{\displaystyle x^{y}-y^{x}}
ahol x és y 1-nél nagyobb egész számok.
Az első néhány másodfajú Leyland-szám:
1, 7, 17, 28, 79, 118, 192, 399, 431, 513, 924, 1844, 1927, 2800, 3952, 6049, 7849, 8023, 13983, 16188, 18954, 32543, 58049, 61318, 61440, 65280, 130783, 162287, 175816, 255583, 261820, 357857, 523927, 529713, 1038576, 1048176, ... (A045575 sorozat az OEIS-ben)
A másodfajú Leyland-prímek olyan másodfajú Leyland-számok, melyek egyben prímek. Az első néhány ilyen prímszám:
7, 17, 79, 431, 58049, 130783, 162287, 523927, 2486784401, 6102977801, 8375575711, 13055867207, 83695120256591, 375700268413577, 2251799813682647, ... (A123206 sorozat az OEIS-ben)
A valószínű prímeket lásd itt:.